# قصعين مزهر
قصعين مزهر (الاسم العلمي: Salvia florida) هو نوع نباتي يتبع جنس القصعين من فصيلة الشفوية.